# Taipalsaari
Taipalsaari é um município da Finlândia.
Está localizado na província da Finlândia Meridional e faz parte da região da Carélia do Sul. O idioma falado é o finlandês.